# My Destiny (Lionel Richie)
My Destiny is een nummer van de Amerikaanse zanger Lionel Richie. Het is de tweede single van zijn greatest hits album Back to Front uit 1992. Op 10 augustus van dat jaar werd het nummer op single uitgebracht.

## Achtergrond
De plaat werd in diverse landen een hit en bereikte in thuisland de Verenigde Staten de 7e positie in de "Billboard Hot 100; Adult Conptemporary". In Nieuw-Zeeland werd de 38e positie bereikt en in het Verenigd Koninkrijk de 7e positie in de UK Singles Chart.
In Nederland werd de plaat veel gedraaid op Radio 3 en werd een gigantische hit in de destijds twee hitlijsten op de nationale publieke popzender.
De plaat bereikte de 2e positie in de Nederlandse Top 40 en behaalde zelfs de nummer 1-positie in de Nationale Top 100.
In België bereikte de plaat de 5e positie van de Vlaamse Radio 2 Top 30 en de 6e positie in de voorloper van de Vlaamse Ultratop 50.

## NPO Radio 2 Top 2000
My Destiny stond alleen in 1999 in de NPO Radio 2 Top 2000, op plek 1547.